# Nicola Berg
Nicola Berg (* 1969) ist eine deutsche Wirtschaftswissenschaftlerin. Sie hat als Professorin der Betriebswirtschaftslehre seit 2008 den Lehrstuhl für Strategisches Management an der Universität Hamburg inne.

## Leben
Nicola Berg erlangte 2002 die Promotion an der Technischen Universität Dortmund mit Dissertation zum Thema Public Affairs Management: Ergebnisse einer empirischen Untersuchung in multinationalen Unternehmungen. 2007 gelang Berg die Habilitation mit dem Thema Management globaler Teams, ebenfalls an der TU Dortmund. 
Seit Dezember 2008 ist Nicola Berg ordentliche Universitätsprofessorin und Inhaberin des Lehrstuhls für Strategisches Management am Fachbereich Betriebswirtschaftslehre der Universität Hamburg.

## Forschungsschwerpunkte
Ihre Forschungsschwerpunkte und -interessen sind Internationales Management, Interkulturelles Management, Personalwesen und Public Affairs Management.
Sie unternahm verschiedene Forschungsreisen, insbesondere nach China, Frankreich, Indien, Russland und in die Vereinigten Staaten von Amerika (USA).

## Schriften
Berg hat mehrere Artikel in Fachzeitschriften veröffentlicht, unter anderem im International Business Review, dem Journal of Business Ethics, dem Management International Review und im Journal of East European Management Studies.
Eine Auswahl der Veröffentlichungen:
- mit Dirk Holtbrügge: Public Affairs-Management in Multinationalen Unternehmungen. Ergebnisse einer empirischen Untersuchung deutscher Unternehmungen in Rußland. In: Journal of East European Management Studies, 6. Jg., Heft 4/2001, S. 376–399.
- Public Affairs Management: Ergebnisse einer empirischen Untersuchung in multinationalen Unternehmungen. Gabler Verlag, Wiesbaden 2003, ISBN 3-409-12387-3 (zugleich: Dissertation, Universität Dortmund, 2002).